# Mamoru Hosoda
Mamoru Hosoda (細田 守, Hosoda Mamoru, Nakanikawa, Toyama, 19 de setembro de 1967) é um artista e realizador de animação japonês. Trabalhou na Toei Animation participando na produção de séries de animação como Digimon Adventure. Desde 2005 tem assumido funções de realização na Madhouse, onde produziu as longa-metragens Toki o Kakeru Shōjo (2006), Summer Wars (2009), Ōkami Kodomo no Ame to Yuki (2012) e Bakemono no Ko (2015) . Sendo que o segundo, esteve na lista prévia de indicados ao Óscar 2011 na categoria melhor animação, mas acabou não sendo indicado ao prêmio.

## Principais trabalhos
Como realizador:
- Digimon: o Filme
  - Digimon Adventure: Movie (filme, março de 1999)
  - Digimon Adventure: Our War Game! (filme, 2000)
- Digimon Adventure (TV, episódio 21)
- Digimon Adventure: Bokura no War Game (filme, 2000)
- Ojamajo Doremi Dokkān (TV, episódio 40 e 49)
- Superflat Monogram (curta-metragem, 2003, com a contribuição de Takashi Murakami)
- One Piece: Barão Omatsuri e a Ilha Secreta (filme, 2005)
- Toki o Kakeru Shōjo (filme, 2006)
- Summer Wars (filme, 2009)
- Ōkami Kodomo no Ame to Yuki (filme, 2012)
- Bakemono no Ko (Filme, 2015)
- Mirai no Mirai (Filme, 2018)
- Belle (Filme, 2021)

Como animador:
- Crying Freeman
- Dragon Ball Z
- Galaxy Express 99 ~Eternal Fantasy~
- Sailor Moon
- Sailor Moon SuperS movie
- Slam Dunk
- Yu Yu Hakusho: Meikai Shitō Hen - Honō no Kizuna